# Калмыков, Михаил Васильевич
Михаил Васильевич Калмыков (2 декабря 1888 — 16 апреля 1938) — советский военный деятель, командир Особого колхозного стрелкового корпуса, комкор.

## Биография
Родился в семье рабочих в рабочем посёлке стекольного завода Рябинина, в Вышневолоцком уезде. Рабочий, мастер на стекольном заводе Коновалова (Тверская губерния). В 1910 году призван в армию. Участник первой мировой войны, унтер-офицер. С апреля 1917 года — стеклодув Богоявленского стекольного завода Уфимской губернии.
Участник строительства РККА на Урале. Член РСДРП с 1917 года, с того же года проживает в рабочем посёлке Богоявленск Уфимской губернии.
Командир отряда Красной гвардии. Участник подавления восстания атамана А. И. Дутова (март 1918 года). В мае во главе Сводно-Уфимского отряда направился в район Оренбурга, влился с ним в состав Уральско-Оренбургского фронта и вновь сражался с войсками Дутова. 29 июня вышел с фронтом в Уфимскую губернию и с частью сил действовал в районе протекания реки Белой.
В 1918—1920 годах командовал отрядом на Дубовском фронте, начальник бригады и дивизии на Южном фронте. В середине августа, с подходом к Богоявленскому заводу Уральской партизанской армии В. К. Блюхера, сформировал Богоявленский полк Южноуральской партизанской армии, с которым в сентябре вышел на соединение с 3-й армией в районе Аскино — Кунгура. Во главе Богоявленского отряда участвовал в полуторатысячекилометровом рейде В. К. Блюхера. С 13 мая 1919 года командовал 269-м стрелковым полком 30-й стрелковой дивизии на Урале. С начала 1920 года командир 90-й бригады. С 19 августа 1920 года командир 89-й бригады. С сентября 1920 года — на Южном фронте, руководил штурмом Сиваша в Чонгарской операции. С 22 декабря 1920 года командовал 42-й стрелковой дивизией на Кубани.
В 1921—1924 годах — слушатель Военной Академии Генерального Штаба РККА. Затем командовал 2-й Туркестанской стрелковой дивизией. С 1927 года командир 1-го стрелкового корпуса в Ленинградском военном округе.
Начальник гарнизона города Хабаровска. Военный атташе в Германии в 1929 году.
С 1930 года возглавлял 19-й Приморский стрелковый корпус, командир-комиссар 20-го стрелкового корпуса, с 1932 года помощник командующего Особой кадровой Дальневосточной армией и командир-комиссар Особого колхозного корпуса.
В 1934—1937 годах — член Дальневосточного крайкома ВКП(б). Член ВЦИК и ЦИК СССР.
Был арестован 25 мая 1937 года, расстрелян «за измену Родине». Решением Верховного Суда СССР от 15 мая 1956 года реабилитирован.

## Воинские чины и звания
- Рядовой — 11.1910
- Старший Унтер-офицер
- Комкор — 20.11.1935[6]

## Награды
Россия
- Георгиевский крест 4-й степени (№ 8745, приказ по XX армейскому корпусу за № 27 от 23 августа 1914 г.)
- Георгиевский крест 3-й степени (№ 2749, приказ по XX армейскому корпусу за № 120 от 24 декабря 1914 г.)
- Георгиевский крест 2-й степени
- Георгиевские медали 3-й и 4-й степеней

СССР
- Орден Ленина (16.08.1936)
- 2 ордена Красного Знамени (4.10.1920, 2.08.1921)